# Slag bij Saint-Denis (1567)
De Slag bij Saint-Denis was een veldslag tijdens de Hugenotenoorlogen tussen de katholieken en protestanten. Hij vond plaats op 10 november 1567 bij Saint-Denis  in het huidige Franse departement Seine-Saint-Denis.
Onrustig geworden door de Spaanse troepenbewegingen aan de Noord-Franse grens (gericht tegen opstandige geuzen in de Nederlanden), het uitlekken van de Ontmoeting in Bayonne, en het mislukken van de Verrassing van Meaux, sloegen de protestanten hun kampen op bij Saint-Denis. Na mislukte onderhandelingen met het Hof besloten Lodewijk I van Bourbon-Condé en Gaspard de Coligny op te trekken naar Parijs om de stad in te nemen.
Hierop volgde een confrontatie met de katholieke legers onder leiding van Anne van Montmorency die tijdens het gevecht dodelijk gewond raakte door een pistoolschot in zijn rug. De strijd, waaraan ook huurlingen uit Duitsland en het hertogdom Milaan meededen, zou uiteindelijk leiden tot een bestand, dat de geschiedenis in zou gaan als de Vrede van Longjumeau.